# Dolfijnklasse
De Dolfijnklasse was een Nederlandse klasse onderzeeboten uit het begin van de jaren 60, bestaande uit twee onderzeeërs; Dolfijn en Zeehond. Het waren de eerste eigen onderzeeboten die in Nederland en voor de Koninklijke Marine werden gebouwd na de Tweede Wereldoorlog. Later werden nog twee onderzeeërs gebouwd in de Potvisklasse; Potvis en Tonijn. Wegens hun sterke gelijkenis wordt de Potvisklasse vaak beschouwd als een subklasse van de Dolfijnklasse. 
In Nederland staan de boten uit de Dolfijn- en Potvisklasse ook bekend als ‘driecilinder’-onderzeeboten. Zij vormden de ruggengraat van de Koninklijke Onderzeedienst van de Marine gedurende het grootste deel van de Koude Oorlog.

## Geschiedenis
De Tweede Wereldoorlog had grote gevolgen voor de Koninklijke Marine en in het bijzonder voor de Onderzeedienst van de Koninklijke Marine . Aan het eind van de oorlog waren er van de twintig Nederlandse onderzeeboten nog maar acht over.  Deze waren allemaal in slechte staat als gevolg van intensief gebruik, of verouderd. De Koninklijke Marine slaagde erin een aantal overtollige onderzeeboten van het Verenigd Koninkrijk en de Verenigde Staten aan te schaffen. Dit was echter slechts een tijdelijke oplossing voor de problemen. Daarom werd door de Onderzeedienst in de eerste jaren na de Tweede Wereldoorlog gewerkt aan plannen en ontwerpen voor nieuwe onderzeeboten.

In deze tekening zijn duidelijk de drie cilinders te zien: twee onderin de romp en een bovenin.

Het laatste Nederlandse ontwerp stamde van voor de oorlog en was inmiddels sterk verouderd en de ontwikkelingen gingen snel. De eisen voor een nieuw ontwerp veranderden voortdurend, afhankelijk van nieuwe ontwikkelingen en innovaties. Verder bestonden er tegenstrijdige ideeën over het ontwerp van de nieuwe onderzeeërs. Ingenieur De Munter pleitte voor een onderzeeër met een enkele drukromp, terwijl Max F. Gunning een ontwerp wilde doorvoeren dat bestond uit drie afzonderlijke drukrompen. Uiteindelijk werd het driecilinderontwerp van Gunning gekozen, vooral omdat dit ontwerp het mogelijk maakte dat onderzeeboten tot 200 meter diep konden duiken en veel langer onder water konden blijven dan andere Nederlandse ontwerpen.
Toen het ontwerp eind jaren veertig klaar was, kon de Nederlandse overheid de bouw op dat moment niet bekostigen. Het ontwerp werd aangepast om kosten te besparen en de Rotterdamsche Droogdok Maatschappij wist de opdracht te krijgen om vier onderzeeboten te bouwen voor 12 miljoen gulden per stuk, met een optie op nog eens vier onderzeeboten.  De bouw van de eerste twee boten begon in 1954, maar het duurde tot 1960 voordat de eerste onderzeeboot, Hr.Ms. Dolfijn, in gebruik kon worden genomen. 

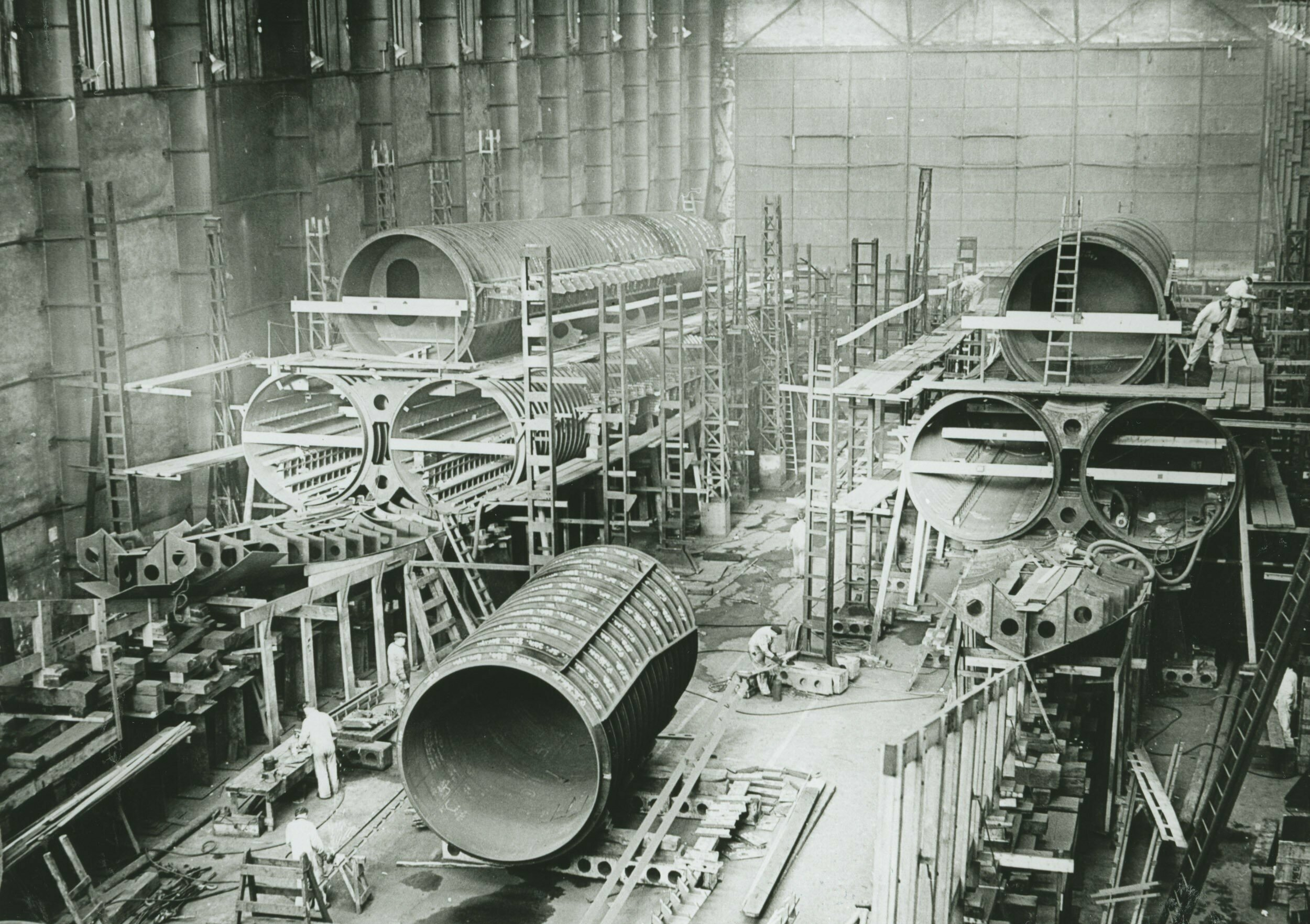
Bouw van -links- de Dolfijn (S808) en -rechts- de Zeehond (S809) bij de Rotterdamsche Droogdok Maatschappij

Tijdens de bouw van de Dolfijn -klasse besloot de Nederlandse regering om de bouw van de laatste twee onderzeeboten van de Dolfijn -klasse uit te stellen, omdat ze onderzoek wilde doen en zich wilde richten op onderzeeboten gebaseerd op nucleaire voortstuwing. Dit betekende dat er in 1961 slechts twee van de geplande vier Dolfijnklasse onderzeeboten in actieve dienst waren, Hr.Ms. Dolfijn en in december 1961 de in dienst gestelde Hr.Ms. Zeehond.
Nadat de Nederlandse regering kernaandrijving niet haalbaar achtte voor de twee laatste Dolfijnklasse onderzeeboten, werd besloten ze met dieselelektrische aandrijving te bouwen. Omdat deze Hr.Ms. Potvis en Hr.Ms. Tonijn later gebouwd zijn met een vergelijkbaar maar aangepast ontwerp, worden deze vaak aangeduid als Potvisklasse onderzeeërs.

## Ontwerp
De vier dieselelektrische onderzeeboten van de Dolfijnklasse en de Potvisklasse vormen de zogenaamde Driecilinders; naar de constructie van de romp die bestaat uit drie drukrompen (cilinders), die in een driehoek zijn gerangschikt en zijn omgeven door een externe stalen behuizing.
De bovenste drukromp was bedoeld voor het woon- en werkgedeelte van de bemanning, de onderste twee voor de motoren, batterijen en opslagruimtes. Hierdoor konden de onderzeeërs hierdoor dieper duiken met een testdiepte van 200 meter en hadden ze een betere stabiliteit dan andere boten.

## Taken
De onderzeeboten van de Dolfijnklasse zouden, in geval van oorlog, verschillende taken hebben, namelijk:
- Het aanvallen van vijandelijke oppervlakteschepen, onderzeeërs en koopvaardijschepen
- Het leggen van mijnen
- Verzamel inlichtingen
- Agenten ophalen en afzetten op vijandelijk gebied
- Het redden van piloten tijdens luchtaanvallen op vijandelijk gebied
- Als geavanceerd radarstation dienen voor de Nederlandse vloot
- Nederlandse schepen verdedigen tegen vijandelijke onderzeeboten

## De schepen in de klasse

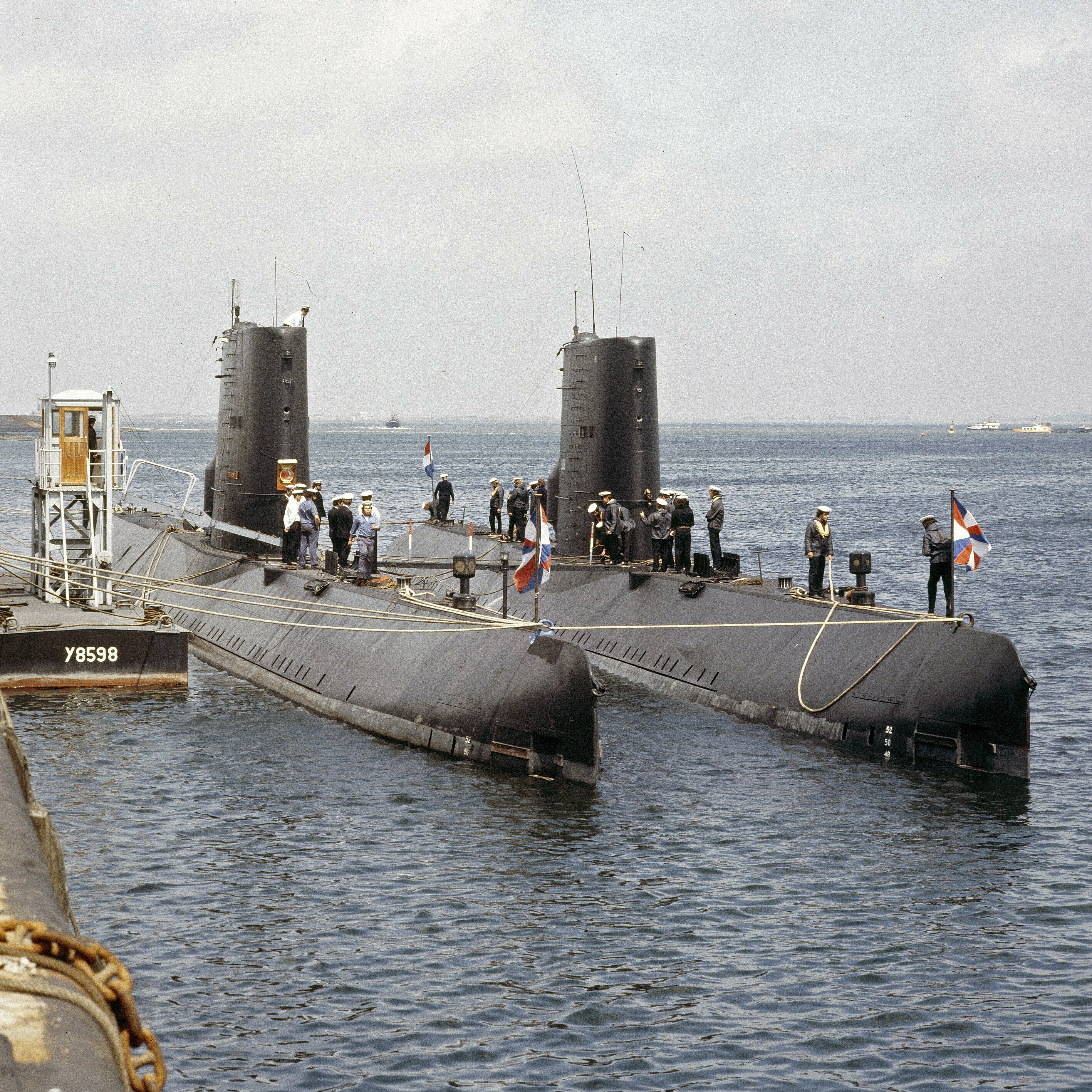
Hr.Ms. Dolfijn meert af langszij Hr.Ms. Zeehond

Voor zowel Hr.Ms. Dolfijn als Hr.Ms. Zeehond werd de bouw begonnen op 30 december 1954. De Dolfijn werd te water gelaten op 20 mei 1959 en in gebruik genomen op 16 december 1960. De boot werd in 1985 gesloopt.
De Zeehond werd op 20 februari 1960 te water gelaten en in gebruik genomen op 16 maart 1961. In 1990 werd de boot op de werf van de RDM omgebouwd tot testschip om de technologie van luchtonafhankelijke gesloten circuit dieselmotoren te demonstreren. De Zeehond werd uiteindelijk in 1994 gesloopt.